# Курья (Кемеровская область)
Курья — посёлок в Новокузнецком районе Кемеровской области. Входит в состав Кузедеевского сельского поселения.

## География
Центральная часть населённого пункта расположена на высоте 233 м над уровнем моря.

## Население
| 2010 |
| ---- |
| 9    |

### Половой состав
По данным Всероссийской переписи населения 2010 года, в посёлке Курья проживало 9 человек (6 мужчин, 3 женщины).